# Капельгородская, Нонна Михайловна
Нонна Михайловна Капельгородская (укр. Капельгородська Нонна Михайлівна; 5 августа 1932, Киев — 5 ноября 2005, Киев) — советский и украинский киновед, теоретик кино. Кандидат искусствоведения (1965). Лауреат Республиканской премии в области литературно-художественной критики (1983).

## Биография
Родилась 5 августа 1932 года в Киеве, в семье писателя и журналиста Филиппа Иосифовича Капельгородского.
В 1956 году закончила филологический факультет Киевского национального университета им. Т. Г. Шевченко. В 1957—1958 годах была членом Национального союза кинематографистов Украины. С 1958 года работала в Институте искусствоведения, фольклористики и этнологии. В 1965 году защитила кандидатскую диссертацию по теме «Современный детский фильм».
Умерла 5 ноября 2005 года в Киеве, похоронена на Байковом кладбище.

## Семья
- Внучка украинского писателя и журналиста Филлипа Капельгородского.
- Жена украинского актёра, кинорежиссёра, скульптура и публициста Ростислава Синько.
- Мать украинского искусствоведа Александры Синько.

## Фильмография
- 1939 — Стожары
- 1996 — Александра

## Труды
- Знято в Одесі. О., 1969
- Іван Кавалерідзе. К., 1971
- Ренесанс вітчизняного кіно. Нотатки сучасниці. К., 2002
- Український телефільм в контексті вітчизняної культури ХХ століття. К., 2003
- Кіномистецтво України в біографіях. К., 2004
- Начерки далекої кіноісторії. К., 2005
- Іван Кавалерідзе: життя і творчість. К., 2007

## Звания
- Кандидат искусствоведения (1965)
- Лауреат Республиканской премии в области литературно-художественной критики (1983)